# Arbetsförmåga
Arbetsförmåga menar en persons fysiska eller intellektuella förmåga att utföra arbetsuppgifter. För yrkesarbete finns även krav på social förmåga.

## Arbetsförmåga som egenskap
I Svenska akademins ordbok så är exempel på ordets användning historiska eftersom ordet behandlades redan i en volym från 1901. Trots det så känns detta bruk av ordet arbetsförmåga välbekant även idag. Exemplen beskriver arbetsförmåga främst som en inneboende fysisk egenskap:
- En persons egenskap: " Den aflidne var i besittning af en alldeles ovanlig arbetsförmåga".
- En maskins egenskap - "Vid symaskinernas rörelse äro .. blott få .. af kroppens muskler i verksamhet, men dessas hela arbetsförmåga .. :(tages) deremot i anspråk".

## Arbetsförmåga som balansen mellan förmåga och arbetets krav
Ett i rehabiliteringssammanhang viktigt sätt att betrakta arbetsförmåga är att säga att det är först då individens förmåga ställs i relation till arbetets krav som arbetsförmågan visar sig. Arbetsförmåga blir då ett mått på balans mellan krav och förmåga i en given situation och vid en viss tidpunkt.
Begreppet arbetsförmåga är även i denna form snävt eftersom vardagens krav på individen liksom samhällets tillstånd och normer också har betydelse. Detta vidare sätt att betrakta en persons arbetsförmåga förordas i många sammanhang. Ett exempel på användning av detta synsätt återfinns i Finlands nationella program för äldre i arbetslivet
Därtill måste personen ha viljan att agera för att något ska hända. Viljan tas kanske för given och brister betraktas som tecken på oönskad personlig egenskap. Vid olika former av ohälsa eller andra försvårande omständigheter så är det dock ofta viljestyrkan som påverkas först och mer än själva organfunktionen. Viljan blir då inget man kan slå på eller av utan är en mer en instabil företeelse som kräver vissa betingelser för att verka fullt ut.

## Bedömning av arbetsförmåga
Bedömning av arbetsförmåga görs ofta på medicinsk grund, exempelvis då läkare överväger behov av sjukskrivning. Till hjälp finns här Socialstyrelsens Beslutsstöd. I Beslutsstödet rekommenderar sjukskrivningstid i huvudsak baserat på diagnos. Bedömning av balansen mellan individens förmåga och kraven i yrkesarbetet kommer då lätt i andra hand.
Om man jämför med hur många olika sätt det finns för att mäta funktion i enskilda kroppsdelar och organ så är metoder för bedömning av arbetsförmåga få. Vid en litteraturgenomgång återfanns sex metoder som bedömde individens förmåga med ett flerdimensionellt perspektiv. Ett vanligt och validerat självskattningsinstrument för arbetsförmåga är Work Ability Index. Resultaten kan användas för att bedöma nedsättning av arbetsförmåga och utgöra en grund för planerade åtgärder. Instrumentet utvecklades i Finland på 80-talet och är översatt till många språk.
I rehabiliteringssituationen gäller arbetslinjen med syfte till återgång till nuvarande arbete som första alternativ och de flesta kommer också snabbt tillbaka efter en sjukskrivning. Med Rehabiliteringskedjans tidsgränser så blir det aktuellt att undersöka arbetsförmågan på ett tidigt stadium i ett sjukfall och därmed hoppas man kunna förebygga onödigt långa sjukskrivningar.
Individen själv har självklart kännedom om vad som krävs i arbetet men utgår kanske från att det endast är det vanliga sättet att arbeta som kan komma i fråga och att det inte finns alternativa arbetsuppgifter eller möjlighet till anpassning av arbetsuppgifterna. Arbetsgivaren borde ha en vidare syn på arbetskraven än den anställde men vid Försäkringskassans genomgång av inkomna arbetsgivarutlåtanden så var det just en fråga om ”krav i ordinarie arbete” som var sämst besvarad, samtidigt som arbetsgivaren/ chefen däremot ofta var klar över att det inte fanns några möjligheter till anpassning.
Arbetsgivaren önskar naturligtvis en god balans mellan krav och förmåga hos sina anställda, men är tyvärr en aktör som lätt kommer på efterkälken i rehabiliteringsprocessen. Orsakerna till detta kan naturligtvis vara många, exempelvis om rehabiliteringsprocessen enbart blir en medicinsk angelägenhet mellan sjukvårdande instanser och Försäkringskassan. Om arbetsgivaren kan komma med i samverkan kring rehabiliteringen på ett tidigt stadium så skulle mycket förmodligen kunna vinnas för alla parter. I den nya lagen Förstärkt rehabilitering för återgång i arbete som trädde i kraft i juli 2018 tydliggörs arbestgivarens ansvar och kraven på samverkan mellan alla parter.